# Tabernaemontaneae
Tabernaemontaneae es una tribu de la subfamilia Rauvolfioideae perteneciente a la familia Apocynaceae. Comprende 17 géneros. Es género tipo es Tabernaemontana.

## Géneros
- Ambelania Aubl.
- Anacampta Miers = Tabernaemontana L.
- Anartia Miers = Tabernaemontana L.
- Bonafousia A. DC. = Tabernaemontana L.
- Callichilia Stapf
- Calocrater K. Schum.
- Camerunia (Pichon) Boiteau = Tabernaemontana L.
- Capuronetta Markgr. = Tabernaemontana L.
- Carvalhoa K. Schum.
- Conopharyngia G. Don = Tabernaemontana L.
- Crioceras Pierre
- Daturicarpa Stapf = Tabernanthe Baill.
- Domkeocarpa Markgr. = Tabernaemontana L.
- Ephippiocarpa Markgr. = Callichilia Stapf
- Ervatamia (A. DC.) Stapf = Tabernaemontana L.
- Gabunia K. Schum. ex Stapf = Tabernaemontana L.
- Hazunta Pichon = Tabernaemontana L.
- Hedranthera (Stapf) Pichon = Callichilia Stapf
- Leptopharyngia (Stapf) Boiteau = Tabernaemontana L.
- Macoubea Aubl.
- Molongum Pichon
- Mucoa Zarucchi
- Muntafara Pichon = Tabernaemontana L.
- Neocouma Pierre
- Ochronerium Baill. = Tabernaemontana L.
- Oistanthera Markgr. = Tabernaemontana L.
- Orchipeda Blume = Voacanga Thouars
- Pagiantha Markgr. = Tabernaemontana L.
- Pandaca Noronha ex Thouars = Tabernaemontana L.
- Pandacastrum Pichon = Tabernaemontana L.
- Peschiera A. DC. = Tabernaemontana L.
- Phrissocarpus Miers = Tabernaemontana L.
- Pootia Miq. = Voacanga Thouars
- Protogabunia Boiteau = Tabernaemontana L.
- Pterotaberna Stapf = Tabernaemontana L.
- Quadricasaea Woodson = Tabernaemontana L.
- Rejoua Gaudich. = Tabernaemontana L.
- Rhigospira Miers
- Sarcopharyngia (Stapf) Boiteau = Tabernaemontana L.
- Schizozygia Baill.
- Spongiosperma Zarucchi
- Stemmadenia Benth. =~ Tabernaemontana L.
- Stenosolen (Müll. Arg.) Markgr. = Tabernaemontana L.
- Taberna Miers = Tabernaemontana L.
- Tabernaemontana L.
- Tabernanthe Baill.
- Testudipes Markgr. = Tabernaemontana L.
- Voacanga Thouars